# Бельмопан
Бельмопа́н (англ. Belmopan) — столиця Белізу і третє за населенням місто країни.

## Географія
Бельмопан побудований на річці Беліз у глибині країни, недалеко від Західного шосе й автомагістралі Хаммінгберд (букв. колібрі) — двох головних транспортних артерій країни. Невелике містечко оточене пасовищами й заростями чагарників.

### Клімат
Місто знаходиться у зоні, котра характеризується мусонним кліматом. Найтепліший місяць — червень із середньою температурою 28.3 °C (83 °F). Найхолодніший місяць — січень, із середньою температурою 21.7 °С (71 °F).
| Клімат Бельмопана       | Клімат Бельмопана | Клімат Бельмопана | Клімат Бельмопана | Клімат Бельмопана | Клімат Бельмопана | Клімат Бельмопана | Клімат Бельмопана | Клімат Бельмопана | Клімат Бельмопана | Клімат Бельмопана | Клімат Бельмопана | Клімат Бельмопана | Клімат Бельмопана |
| Показник                | Січ.              | Лют.              | Бер.              | Квіт.             | Трав.             | Черв.             | Лип.              | Серп.             | Вер.              | Жовт.             | Лист.             | Груд.             | Рік               |
| Середній максимум, °C   | 26                | 28                | 29                | 31                | 32                | 33                | 31                | 32                | 30                | 30                | 28                | 25                | 30                |
| Середня температура, °C | 21                | 23                | 24                | 26                | 27                | 28                | 26                | 26                | 26                | 26                | 24                | 21                | 25                |
| Середній мінімум, °C    | 17                | 18                | 20                | 21                | 22                | 23                | 22                | 21                | 23                | 22                | 21                | 18                | 21                |
| Вологість повітря, %    | 83                | 82                | 80                | 77                | 81                | 80                | 82                | 76                | 82                | 85                | 84                | 86                | 82                |
| ----------------------- | ----------------- | ----------------- | ----------------- | ----------------- | ----------------- | ----------------- | ----------------- | ----------------- | ----------------- | ----------------- | ----------------- | ----------------- | ----------------- |
| Джерело: Weatherbase    |                   |                   |                   |                   |                   |                   |                   |                   |                   |                   |                   |                   |                   |

### Екологія
Усього за декілька кілометрів на схід від столиці розташований Національний парк Гуанакасте, що одержав свою назву від гігантського дерева гуанакасте, тверда деревина якого дуже цінується в усьому світі. У заповіднику збереглися багато рідких видів орхідей, папоротей й інших тропічних рослин.

## Історія
До 1970 року столицею було найбільше місто й порт держави — Беліз. Але в результаті частих спустошливих ураганів (особливо урагану Хетті в 1961 році), що супроводжувалися повенями, столицю довелося перенести до Бельмопану, заснованого у середині 60-х років для цієї мети. Уряд переїхав сюди у 1970 році, а два роки потому Бельмопан був офіційно оголошений столицею країни. Всупереч очікуванням, чисельність населення міста залишається невисокою (приблизно 20 тис. мешканців станом на 2009 рік), а велике значення зберігають міста Беліз й Сан-Ігнасіо, тому що столиця розташована досить ізольовано й не має туристичного значення.
Раніше на цьому місці процвітало поселення мая, і в археологічному музеї міста перебуває велика кількість кераміки, знарядь праці й інших коштовних експонатів, виявлених під час розкопок у різних частинах країни. Новий будинок уряду був побудований у традиційному стилі площі мая, а архітектура Національної Асамблеї навіяна пірамідами мая. Назва міста Бельмопан виникло як сполучення першого складу від «Беліз» і назви маянского племені мопан.